# Saint-Joachim (Quebec)
Saint-Joachim es un municipio parroquial canadiense situado en la provincia de Quebec.

## Superficie
Saint-Joachim tiene una superficie de 42,33 km².

## Demografía
En 2021, tenía 1427 habitantes, una densidad poblacional de 33,7 hab./km², y 682 viviendas.